# Köy
Köy és una paraula turca i tàtar de Crimea utilitzada per designar un poble rural. Deriva -probablement- de l'armeni guy o quy. Un köy és un poble obert en contraposició a kasaba equivalent a burg, una aglomeració de cases. Nombroses ciutats i pobles a Turquia porten la paraula al final del nom, com Boğazköy o Kadıköy entre moltes altres. En el turc oriental l'equivalent és kend, derivat del sogdià.